# 景定
景定（1260年—1264年）是宋理宗趙昀的最後一個年号。南宋使用这个年号共5年。景定五年十月二十六日宋度宗即位沿用。

## 改元
- 開慶元年——十二月十三日，有詔明年改元景定。[2][3]
- 景定五年——十月二十六日，宋理宗駕崩，宋度宗即位。十二月一日，有詔明年改元咸淳。[4][5]

## 紀年對照表
| 景定 | 元年   | 二年   | 三年   | 四年   | 五年   |
| ---- | ------ | ------ | ------ | ------ | ------ |
| 公元 | 1260年 | 1261年 | 1262年 | 1263年 | 1264年 |
| 干支 | 庚申   | 辛酉   | 壬戌   | 癸亥   | 甲子   |

## 同期存在的其他政权年号
- 中國
  - 中統（1260年－1264年）：元朝—元世祖忽必烈之年號
  - 至元（1264年－1294年）：元朝—元世祖忽必烈之年號
- 越南
  - 紹隆（1258年－1278年）：陳朝—陳聖宗陳晃之年號
- 日本
  - 正元（1259年－1260年）：後深草天皇與龜山天皇之年號
  - 文應（1260年－1261年）：龜山天皇之年號
  - 弘長（1261年－1264年）：龜山天皇之年號
  - 文永（1264年－1275年）：龜山天皇與後宇多天皇之年號

## 参看
- 中国年号索引

## 深入閱讀
- 李崇智. . 北京: 中華書局. 2004年12月. ISBN 7101025129.
- 鄧洪波. . 臺北: 國立臺灣大學東亞經典與文化研究計劃. 2005年3月  [2021-11-21]. ISBN 9789860005189. （原始内容 (pdf)存档于2007-08-25）.

| 前一年號： 开庆 | 南宋年號 | 下一年號： 咸淳 |